# Voivodato della Pomerania

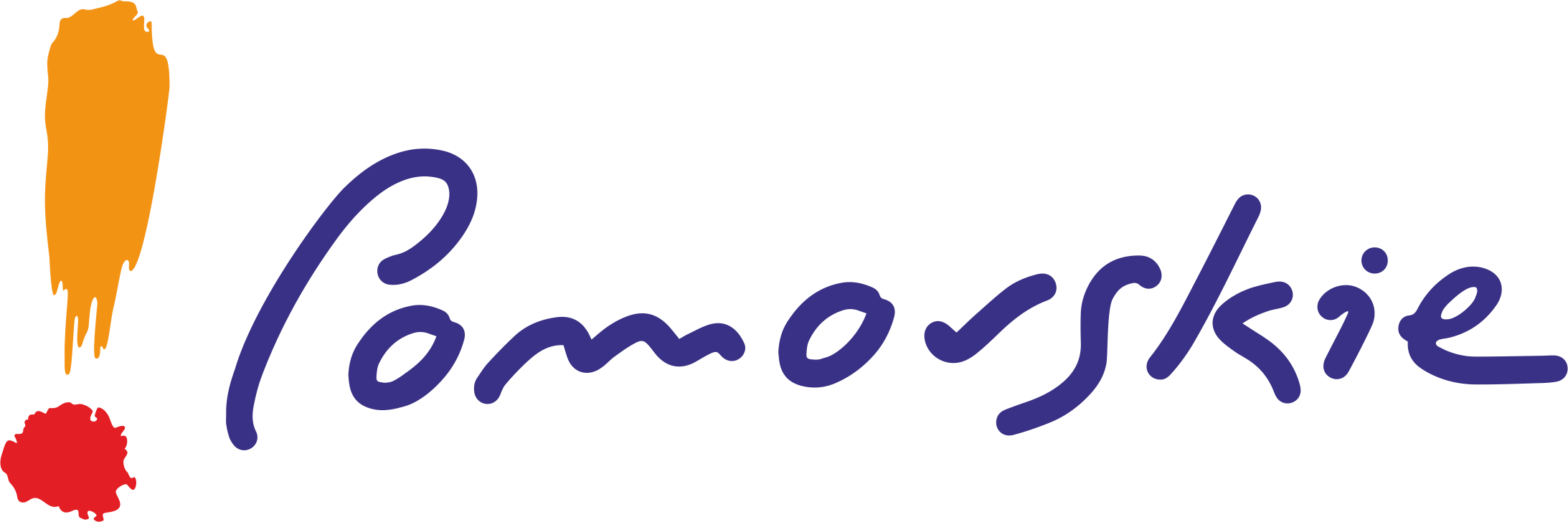
Logo

Il voivodato della Pomerania (in polacco województwo pomorskie, in casciubo Pòmòrsczé wòjewództwò) è uno dei 16 voivodati della Polonia.

## Geografia
Il voivodato, che include la stretta penisola di Hel, si trova a nord del territorio polacco ed è stato creato con la riforma del 1999 dalla fusione dei precedenti voivodati di Danzica, Słupsk ed alcuni distretti di quello di Elbląg. Comprende una parte della regione della Pomerelia e delle regioni storiche della Prussia e della Pomerania Orientale. Le lingue ufficiali del voivodato sono il polacco e il casciubo. Il capoluogo è Danzica (Gdańsk).

## Popolazione
In base al censimento del 2011 nel voivodato vivono all'incirca 2 milioni e mezzo di abitanti. I principali gruppi etnici sono il polacco (97,7%), il casciubo (10%), il tedesco e l'ucraino (entrambi 0.2%).

## Economia
Rispetto al PIL dell'Unione europea espresso in potere d'acquisto, il voivodato ha raggiunto un indice di 51,5 (EU-27 = 100) nel 2006. La disoccupazione a dicembre del 2009 è scesa al 12% (dal 18,9 del 2005).

### Turismo
Il turismo gioca un ruolo importante nell'economia del voivodato, sia in città come Danzica sia nelle località balneari lungo la costa (quali Sopot).

## Geografia antropica

### Suddivisioni amministrative

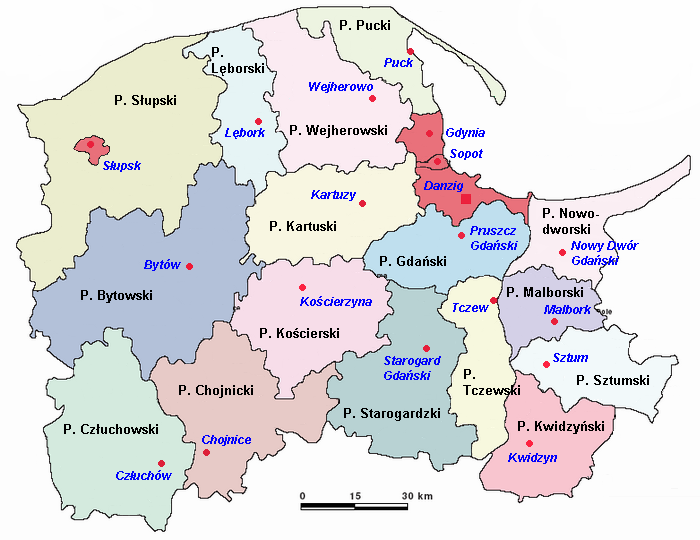
Suddivisione del voivodato in distretti

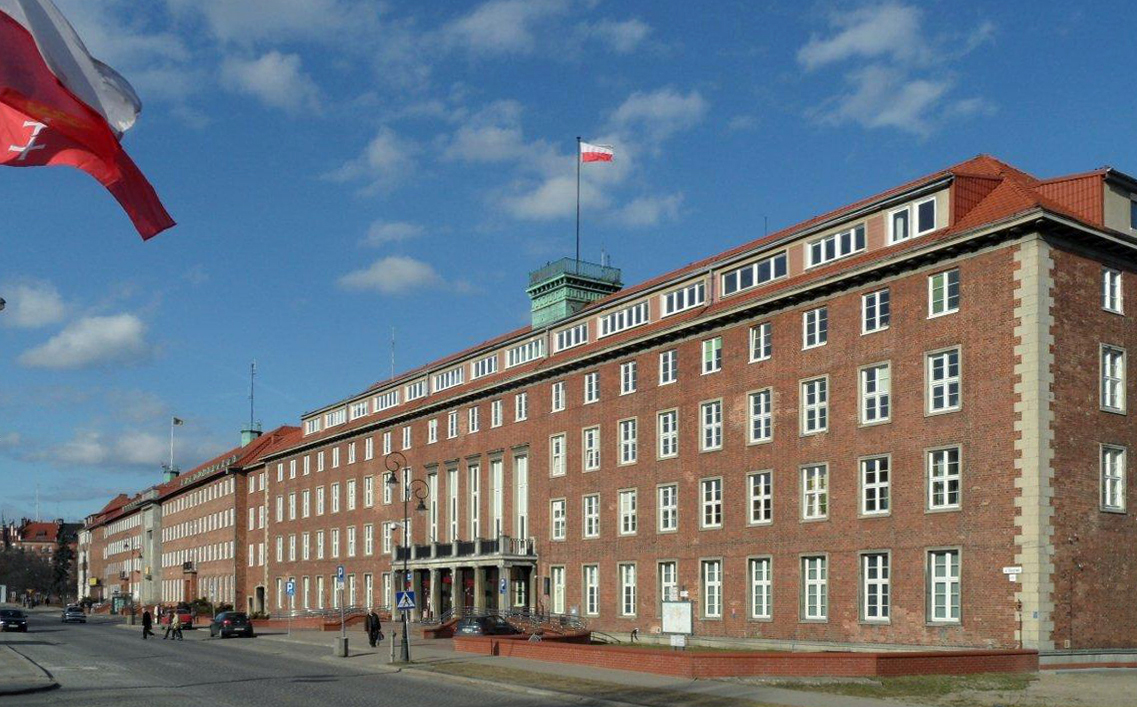
Sede del voivodato a Danzica

Il voivodato della Pomerania è diviso in 16 distretti che sono:
- Wejherowo
- Starogard
- Tczew
- Kartuzy
- Słupsk
- Chojnice
- Danzica (Gdańsk)
- Kwidzyn
- Bytów
- Puck
- Kościerzyna
- Lębork
- Malbork
- Człuchów
- Sztum
- Nowy Dwór Gdański

Le città di Danzica, Gdynia, Sopot e Słupsk sono invece fuori dall'amministrazione dei distretti e formano i distretti urbani. Ogni distretto è a sua volta diviso in comuni con le sue frazioni. Per esempio nel distretto di Lębork ci sono i comuni di Cewice, Lębork, Nowa Wieś Lęborska, Wicko e Łeba.

## Infrastrutture e trasporti
- Lo Szybka Kolej Miejska (spesso abbreviato con l'acronimo SKM) è una linea ferroviaria ad alta velocità che collega Danzica, Sopot e Gdynia passando anche per Słupsk.
- Autostrada A1
- Aeroporto di Danzica-Lech Wałęsa
- L'Obwodnica Trójmiasta ("circonvallazione della tripla città", ossia Danzica, Sopot e Gdynia) fa parte della superstrada S6 che corre da nord a sud da Gdynia a Pruszcz Gdański ed è lunga 38,6 km. Fa parte della Strada europea E28.
- Metropolitana Pomorska Kolej, che collega l'aeroporto Lech Wałęsa di Danzica con la stazione di Danzica Wrzeszcz. È lunga 19,5 km, ha 11 stazioni ed è stato definito come "il più grande progetto nella storia di dodici anni del voivodato"[3]; è costata infatti oltre 200 milioni di dollari.

## Università più prestigiose
- Università di Danzica
- Università Tecnologica di Danzica
- Università di Medicina di Danzica

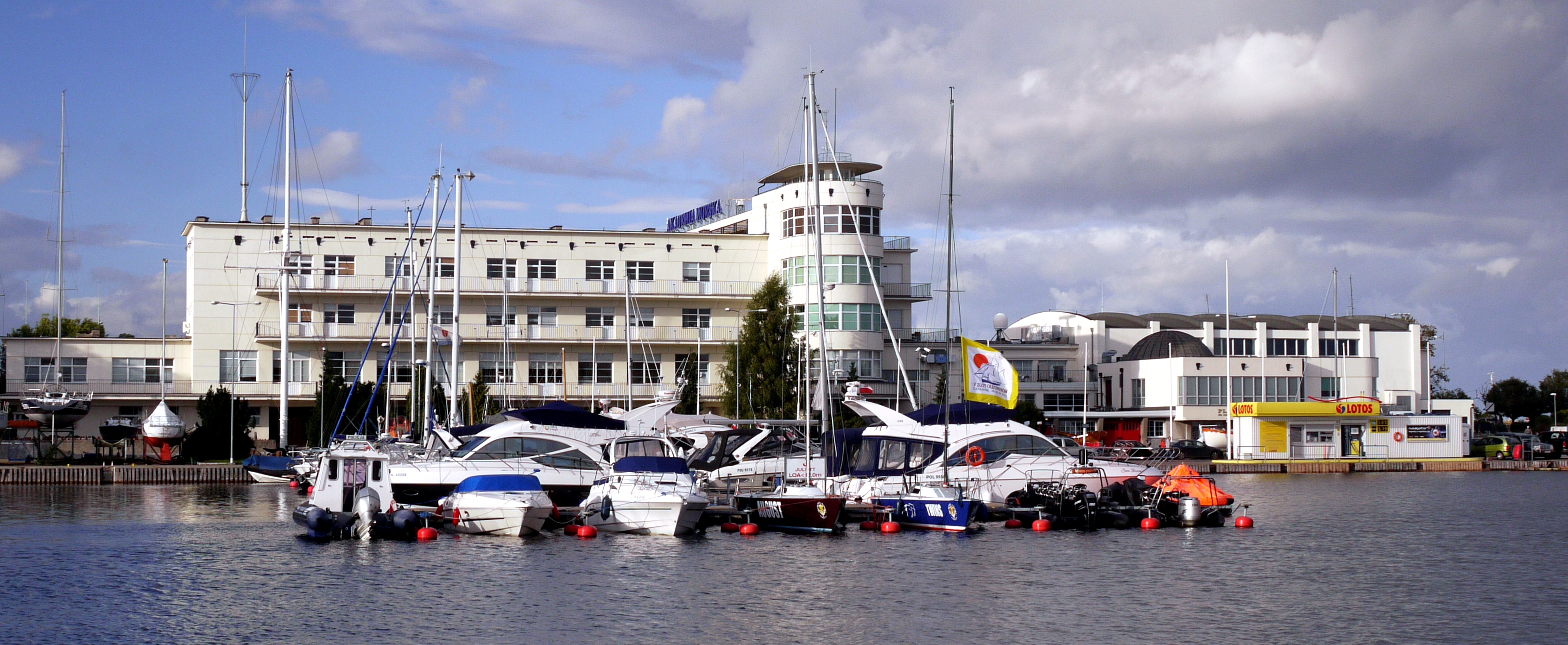
L'Accademia Navale Nazionale a Gdynia

- Accademia Navale Nazionale a Gdynia
- Accademia Musicale Stanisław Moniuszko a Danzica
- Accademia della Pomerania a Słupsk

## Aree protette

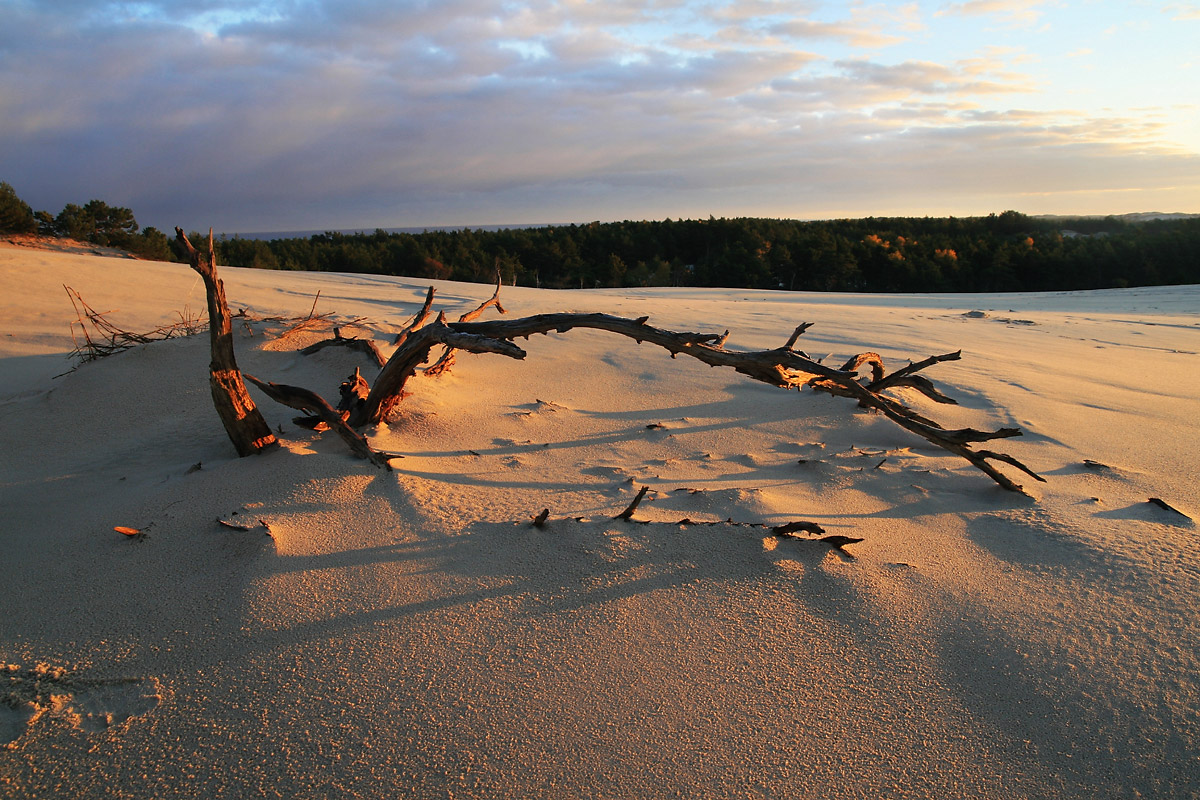
Parco nazionale degli Slovinzi

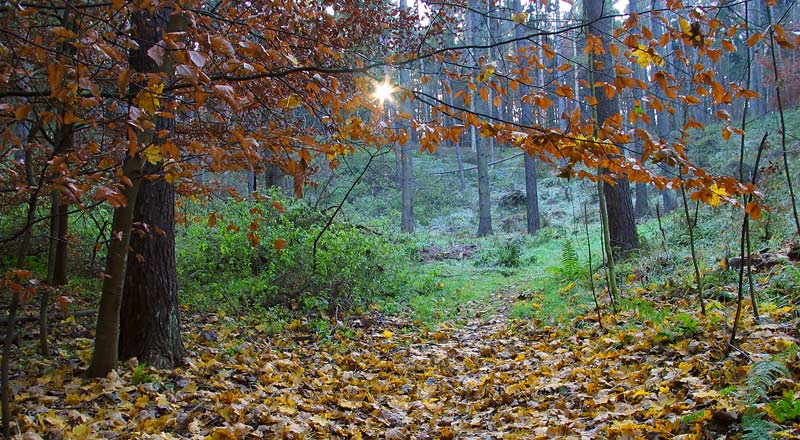
Parco paesaggistico della Tripla Città

- Parco nazionale degli Slovinzi (riserva della biosfera)
- Parco nazionale della foresta di Tuchola
- Parco paesaggistico costiero
- Parco paesaggistico del distretto dei laghi di Iława (in parte nel voivodato della Varma-Masuria)
- Parco paesaggistico casciubo
- Parco paesaggistico della valle dello Słupia
- Parco paesaggistico della Tripla Città
- Parco paesaggistico di Tuchola (in parte nel voivodato della Cuiavia-Pomerania)
- Parco paesaggistico dello Sputo eolico di sabbia della Vistola
- Parco paesaggistico del lago Wdzydze
- Parco paesaggistico di Zaborski